# Euclystis gregalis
Euclystis gregalis là một loài bướm đêm trong họ Erebidae.